# Robert Bresson
Pour les articles homonymes, voir Bresson.
Robert Bresson est un cinéaste français, né le 25 septembre 1901, à Bromont-Lamothe (Puy-de-Dôme) et mort le 18 décembre 1999 à Droue-sur-Drouette, (Eure-et-Loir).
Il a réalisé treize longs métrages et a rédigé un essai important sur le cinéma intitulé Notes sur le cinématographe. Il a notamment reçu le prix de la mise en scène du Festival de Cannes en 1957 pour Un condamné à mort s'est échappé, le grand prix de création en 1983 pour L'Argent, le prix du jury en 1962 pour Procès de Jeanne d'Arc, l'Ours d'argent au festival de Berlin pour Le Diable probablement en 1977, et le Lion d'honneur à la carrière en 1989 au festival de Venise.

## Éléments de biographie
Issu d'une famille bourgeoise comportant des juristes (notaires, avocats) et des médecins, Robert Bresson naît un peu par hasard à Bromont-Lamothe, où les Clausels, parents de sa mère, possédent une maison de campagne. Mais ses origines se situent en fait au Vernet-la-Varenne, à Pont-du-Château et à Riom, résidence familiale où le grand-père Clausels était avocat à la cour d'appel.
Robert Bresson veut d'abord être peintre. Il réalise un premier court métrage en 1934, Affaires publiques, redécouvert dans les années 1980.
En 1937[réf. nécessaire], il habite au 49, quai de Bourbon à Paris.
Au début de la Seconde Guerre mondiale, il est prisonnier pendant plus d'un an dans un camp allemand. 
En 1966, Bresson signe la lettre-manifeste adressée par l'écrivaine Cristina Campo au pape Paul VI, lui demandant de conserver le latin et le grégorien, au moins, dans les couvents et les monastères, à la suite des réformes liturgiques entourant le Concile Vatican II, et ce aux côtés de Jorge Luis Borges, François Mauriac ou encore Julien Green. Dans Pickpocket, on entend d'ailleurs une partie du Dies iræ de la liturgie des défunts.
Il meurt presque centenaire à l'aube de l'an 2000 et est inhumé à Droue-sur-Drouette (Eure-et-Loir).

## Le réalisateur
En 1943, Robert Bresson réalise son premier long métrage, Les Anges du péché. Puis, une lecture de Jacques le Fataliste et son maître de Denis Diderot lui inspire Les Dames du bois de Boulogne en 1945, avec des dialogues de Jean Cocteau.
Déçu dans ses deux premiers longs métrages par le jeu des actrices comme Maria Casarès, il décide de ne plus faire appel qu'à des acteurs non professionnels qu'il nomme ses « modèles ». 
En 1951 sort Journal d'un curé de campagne adapté du roman de Georges Bernanos. Cette adaptation permet à Bresson d'affiner son style : il montre la vie, ou plutôt le chemin de croix, du jeune curé d'Ambricourt, juste sorti du séminaire, atteint d'un cancer de l'estomac dans une paroisse qui lui est hostile. Le film se compose de petites scènes de la vie quotidienne (Bresson filme un tonneau, du pain…) reliées entre elles par les mots (écrits ou en voix off) du curé sur son journal, modeste cahier d'écolier, qui ouvre le film. On retrouve ce principe, par la suite dans Pickpocket ou dans Un condamné à mort s'est échappé.
En 1956, Bresson présente à Cannes Un condamné à mort s'est échappé ou Le vent souffle où il veut, tiré du récit d'André Devigny, et remporte le prix de la mise en scène. Le récit de l'évasion de Fontaine, résistant à Lyon interné à la prison Montluc, est raconté en détail à travers ses moindres gestes. La précision chirurgicale de la préparation de l'évasion et l'insistance sur les gestes en font un film à part. La grande messe en ut mineur de Mozart souligne la répétition de la vie quotidienne. Pourtant, Fontaine n'est pas décrit comme un saint, il est prêt à tuer Jost son camarade de cellule et un gardien allemand. De plus, son parcours n'est pas uniquement une évasion sinueuse de nuit dans une prison mais également un itinéraire spirituel pour atteindre la liberté : un pasteur et un prêtre sont également enfermés et soutiennent Fontaine. Le sous-titre, tiré de l'entretien entre Jésus et Nicodème, vient d'un passage de l'Évangile selon Jean (chap. 3). C'est un grand succès public et critique[réf. nécessaire].
Dans Pickpocket, réalisé en 1959, il montre le « drôle de chemin » de Michel, pickpocket persuadé que certains hommes devraient avoir le droit de se mettre au-dessus des lois. La musique de Lully accompagne le film. Le texte en pré-générique annonce : « Ce film n'est pas du style policier. L'auteur s'efforce d'exprimer, par des images et des sons, le cauchemar d'un jeune homme poussé par sa faiblesse dans une aventure de vol à la tire pour laquelle il n'était pas fait. Seulement cette aventure, par des chemins étranges, réunira deux âmes qui, sans elle, ne se seraient peut-être jamais connues. »
En 1962, il réalise Procès de Jeanne d'Arc, inspiré du procès de révision de Jeanne d'Arc. Bresson se documente durant des mois avant l'écriture du scénario, il cherche à dresser un portrait authentique et réaliste du procès ; il fait dire à sa comédienne les véritables réponses que Jeanne donna lors de son procès. Le film obtient le prix spécial du jury la même année à Cannes.
En 1963, il est appelé par le producteur Dino De Laurentiis pour réaliser un projet qui lui tient à cœur, La Genèse. De Laurentiis veut une superproduction biblique dont les épisodes seraient réalisés par de prestigieux réalisateurs. Bresson a déjà écrit un scénario sur ce thème en 1952. Mais pour l'arche de Noé, malgré tous les animaux apportés pour le tournage, le cinéaste ne veut filmer que leurs empreintes. Selon le témoignage de Bernardo Bertolucci, les multiples divergences artistiques, notamment sur la couleur de peau d'Ève, font que De Laurentiis renvoie rapidement Bresson. Cette grande fresque sera réduite finalement à La Bible de John Huston. À plusieurs reprises, Bresson a voulu adapter la Genèse, sans trouver les fonds nécessaires à cette entreprise. Un statut de pré-production paraît en 1985, mais ne se concrétise pas.
En 1966, il signe avec Au hasard Balthazar son film dramatiquement le plus complexe. Jean-Luc Godard, dans un entretien réalisé peu après la sortie du film, qualifie celui-ci de « film-monde », car il réunit en son sein toutes les facettes de la vie.[réf. nécessaire] À travers la vie et la mort de l'âne Balthazar, Bresson tisse une métaphore de la présence du Mal dans le monde. Le titre Au hasard Balthazar est une référence à la devise des comtes de Baux, qui se disaient descendants du roi mage Balthazar.
En 1967, il réalise Mouchette, adaptation du roman Nouvelle histoire de Mouchette de Georges Bernanos.
En 1969, Bresson tourne son premier film en couleurs, Une femme douce, dont la photo est assurée par Ghislain Cloquet, qui avait réalisé les noir et blanc de Mouchette et d'Au hasard Balthazar. Le film s'ouvre sur le suicide d'une jeune femme dont le châle vole au-dessus de la rue. Son mari se remémore leur rencontre et leur vie de couple. L'adaptation de cette nouvelle de Dostoïevski est l'occasion pour Bresson de décrire la vie de la petite bourgeoisie parisienne et de dénoncer le cinéma (qu'il oppose à son art, le cinématographe) lorsque le jeune couple voit dans une salle obscure Benjamin ou les Mémoires d'un puceau de Michel Deville, ou encore lors d'une représentation de Hamlet de Shakespeare. Dominique Sanda interprète son premier rôle dans ce film. Elle est, avec Marika Green, une des rares interprètes de Bresson à avoir ensuite fait carrière à l'écran.
En 1971, il adapte pour la deuxième fois une nouvelle de Dostoïevski avec Quatre Nuits d'un rêveur.
En 1974, Lancelot du Lac, film au budget assez important, présente le retour du chevalier à la cour du roi Arthur après l'échec de la quête du Graal. Le futur producteur Humbert Balsan joue le rôle de Gauvain. Bresson filme en essayant d'éviter la fausse reconstitution historique. Il montre la vie comme s'il filmait celle d'aujourd'hui et sans magnifier les décors et les costumes.
En 1975, il publie ses Notes sur le cinématographe, un recueil dans lequel il défend sa vision du « cinématographe » qu'il distingue du cinéma. Il considère que le cinéma est du théâtre filmé tandis que le cinématographe invente une écriture nouvelle « avec des images en mouvement et des sons » mis en relation par le montage. Bresson voulait aussi évoquer plusieurs aspects de l'industrie en opposant cinéma et cinématographe.
Avec Le Diable probablement, il obtient l'Ours d'argent au festival de Berlin en 1977.
Son dernier film, L'Argent, est une adaptation d'une nouvelle de Tolstoï, Le Faux Coupon. Parce qu'un riche fils de famille donne un faux billet de 500 francs à un photographe, un employé entre dans l'engrenage de la prison, du vol, de la déchéance et du meurtre. Sifflé à Cannes, ce film obtient pourtant le grand prix du cinéma de création, en 1983, ex æquo avec Nostalghia d'Andreï Tarkovski.
En 1995, l'ensemble de son œuvre cinématographique reçoit le prix René-Clair.

## Analyse de l'œuvre
L'œuvre de Robert Bresson témoigne d'une quête exigeante et inspirée afin de mobiliser les plus puissantes ressources du cinéma débarrassé des influences des autres arts, et d'abord du théâtre.

### Thématique
D'après Alan Pavelin, son œuvre a essentiellement trois sources d'inspirations, son catholicisme d'inspiration janséniste, sa carrière de peintre et son expérience de prisonnier de guerre. Pour Pavelin, le jansénisme de Bresson se traduit dans ses films par l'absence de « psychologie » de ses personnages. Comme les personnages sont guidés par le destin, il n'y a pas à expliciter les raisons ou les motifs de leur action.

### Les modèles
Après Journal d'un curé de campagne, Bresson travaille en priorité avec des acteurs non professionnels, qu'il appelle des « modèles ». Le modèle ne doit jamais avoir fait ni théâtre ni cinéma afin de donner au réalisateur la possibilité de le « modeler ».

Le principe qui guide Bresson est « L'automatisme engendre l'émotion. » Marika Green, la Jeanne de Pickpocket, raconte que presque tous les modèles devaient faire leur « apprentissage de modèles », voire se dépersonnaliser, en lisant le texte des Anges du péché : 

« Il fallait le lire tout à plat, de la façon la plus neutre possible. »

Et Anne Wiazemsky, la Marie d'Au hasard Balthazar, elle aussi passée à travers l'épreuve des Anges du péché, se souvient qu'à l'époque elle avait « spontanément une voix bressonienne, assez blanche, uniforme. Le ton a été donc très facile à attraper. Le tournage fut un des plus beaux étés de ma vie. »
On peut résumer l'idée de Bresson et de son « cinématographe » en quelques points principaux :
- utilisation de modèles, acteurs non professionnels, n'ayant jamais joué ;
- égalité d'importance entre les images et les sons, travail important du hors-champ à travers la stylisation de ceux-ci ;
- multiples prises afin d'obtenir l'absolu, le caché des modèles, stylisation de leurs voix ;
- pas de balayage de la caméra, travellings le plus souvent de trois quarts, caméra de plus en plus tournée vers les gestes et les mouvements qui assurent les liens.

## Hommages
Le prix Robert-Bresson distingue les cinéastes ayant une œuvre « significative par sa sincérité et son intensité en faveur de la recherche du sens spirituel de notre vie ». Il est attribué par les Conseils pontificaux de la Culture et des Communications sociales lors de la Mostra de Venise et est remis par le patriarche de Venise.

## Filmographie

### Réalisateur
- 1934 : Les Affaires publiques (court métrage)[17]
- 1943 : Les Anges du péché
- 1945 : Les Dames du bois de Boulogne
- 1951 : Journal d'un curé de campagne
- 1956 : Un condamné à mort s'est échappé[18]
- 1959 : Pickpocket
- 1962 : Procès de Jeanne d'Arc
- 1966 : Au hasard Balthazar
- 1967 : Mouchette
- 1969 : Une femme douce
- 1971 : Quatre Nuits d'un rêveur
- 1974 : Lancelot du Lac
- 1977 : Le Diable probablement
- 1983 : L'Argent

### Scénariste uniquement
- 1933 : C'était un musicien de Maurice Gleize et Friedrich Zelnik, (dialoguiste)
- 1936 : Les Jumeaux de Brighton de Claude Heymann
- 1937 : Courrier sud de  Pierre Billon

### Assistant réalisateur
- 1938 : La Vierge folle de Henri Diamant-Berger

## Récompenses
- 1950 : prix Louis-Delluc pour Journal d'un curé de campagne
- 1957 : prix de la mise en scène au Festival de Cannes pour Un condamné à mort s'est échappé
- 1962 : prix du jury au Festival de Cannes pour Procès de Jeanne d'Arc
- 1967 : prix Pasinetti à la Mostra de Venise pour Mouchette
- 1969 : Coquille d'argent au Festival de Festival de Saint-Sébastien pour Une femme douce
- 1974 : prix de la critique internationale au Festival de Cannes pour Lancelot du Lac (il refusa le prix)
- 1977 : Ours d'argent au Festival de Berlin pour Le Diable probablement
- 1983 : grand prix du Cinéma de Création (ex-æquo avec Andreï Tarkovski)  au Festival de Cannes 1983 pour L'Argent
- 1989 : Lion d'or pour la carrière à la Mostra de Venise 1989.
- 1991 : grand prix SACD pour l'ensemble de la carrière

## Rétrospectives
- Décembre 1985 : rétrospective intégrale à l'Élysée Lincoln de Paris, dans le cadre du Festival d'automne[19]
- Février 1989 : rétrospective intégrale au Reflet Médicis, 3 rue Champollion, Paris, organisé par Les Acacias Ciné Audience avec la participation du Centre national de la cinématographie[20]
- Avril 1997 : rétrospective intégrale à la Cinémathèque française[21]
- Juillet 2018 : rétrospective intégrale à la Cinémathèque française
- Juin-août 2024 : rétrospective intégrale à la Cinémathèque australienne (en), QAGOMA, organisée par Robert Hughes avec la participation de la Cinémathèque française[22]

## Publications
- Notes sur le cinématographe, Paris, Gallimard, 1975, coll. « NRF »  (ISBN 2070393127), traduit dans une trentaine de langues
- Bresson par Bresson. Entretiens (1943-1983), rassemblés par Mylène Bresson, préface de Pascal Mérigeau, Paris, Flammarion, 2013  (ISBN 9782081298583)